# John Coghlan
John Robert Coghlan (* 19. September 1946 in Dulwich, London, England) ist ein britischer Schlagzeuger.
Coghlan schloss sich im Jahr 1962 der von Francis Rossi und Alan Lancaster gegründeten Band The Spectres an, die 1965 ihren ersten Plattenvertrag erhielt. Nach mehreren erfolglosen Singles nahm die Band Rick Parfitt als weiteres Mitglied auf und änderte den Namen in Status Quo. Kurz darauf gelang ihnen mit Pictures of Matchstick Men der Durchbruch. In den 1970er Jahren feierte John Coghlan große Erfolge mit der Band, in der sich zum Ende der 1970er Jahre jedoch wachsende Spannungen bemerkbar machten.
Coghlan gründete zu dieser Zeit die Diesel Band, die aber trotz namhafter Mitglieder (z. B. Andy Bown, Micky Moody und Bob Young) nur eine Nebenbeschäftigung war. Bis 1981 blieb John Coghlan bei Status Quo, während der konfliktreichen Aufnahmen zum Album 1+9+8+2 schied er dann aber aus. Francis Rossi erklärte später, Coghlan sei der einzige gewesen, der an den Auseinandersetzungen innerhalb der Band unschuldig war, und bedauerte den Ausstieg des Drummers.
In der Folge spielte Coghlan weiter mit der Diesel Band, die wegen der vertraglichen Verpflichtungen der diversen Mitglieder ohne eigenen Plattenvertrag blieb. Von den Partners in Crime, mit denen er ab 1985 spielte, gab es zwar Veröffentlichungen, allerdings blieben diese erfolglos. Aufnahmen seiner Diesel Band, die ca. 1992 in Schweden entstanden, blieben bis auf die Single River of Tears unveröffentlicht.
In den Folgejahren wurde es ruhig um Coghlan. Erst ab etwa 2000 wurde er wieder verstärkt in der Öffentlichkeit wahrgenommen. Derzeit spielt er in verschiedenen Bands, unter anderem der King Earl Boogie Band und der Status-Quo-Tribute-Band „State of Quo“, die auch unter dem Namen „John Coghlan’s Quo“ auftritt. Zudem veröffentlichte er 2002 ein Album mit den Barrelhouse Brothers, die von Noel Redding gegründet wurden. Auch mit dem ehemaligen Rolling-Stones-Gitarristen Mick Taylor trat er gemeinsam auf. Eine gemeinsame Aufnahme aus dem Jahre 2001 erschien 2007 unter dem Titel Little Red Rooster.
Im März 2013 nahm er an einer Reunion-Tour von Status Quo teil und trat erstmals wieder gemeinsam mit Rossi, Parfitt und Lancaster auf. Aufnahmen der Tour wurden unter dem Titel „Back2SQ.1 – The Frantic Four Reunion 2013“ in mehreren Formaten (Vinyl, CD, DVD und BluRay) veröffentlicht.
Im März und April 2014 folgten weitere Auftritte der als „Frantic Four“ bekannten Originalbesetzung von Status Quo. Der Konzertmitschnitt aus der Dubliner O2 Arena wurde im Oktober 2014 in mehreren Formaten (Vinyl, CD, DVD und BluRay) veröffentlicht.